# Julia Hassler
Julia Hassler (Schellenberg, 27 de fevereiro de 1993) é uma nadadora olímpica e recordista liechtensteinense. 
Ela nadou e foi porta-bandeiras do Liechtenstein na cerimônia de encerramento das Olimpíadas de 2012 e na cerimônia de abertura das Olimpíadas de 2016. Ela também nadou em várias outras competições internacionais, incluindo Campeonatos Mundiais (2011), Jogos dos Pequenos Estados da Europa (2009, 2011, 2013), Campeonatos Europeus (2014) e Jogos Olímpicos da Juventude (2010).
Nos Jogos Olímpicos de 2012, ela foi uma das três atletas a competir pelo Liechtenstein. Naquela oportunidade, Hassler nadou nos 400 m e 800 metros estilo livre, terminando em vigésimo sétimo nos 400 e em décimo sétimo nos 800.
Hassler começou na segunda pista, encerrando na segunda posição na sua bateria e em vigésimo primeiro no geral, com um tempo de 8:38.19 segundos. Hassler esteve a oito segundos do tempo de qualificação mais lento de 8:25.55 segundos, que era de Mireia Belmonte, da Espanha.